# إكس كاليبر 2097
إكس كاليبر 2097 (بالإنجليزية: X-Kaliber 2097)‏ (باليابانية: ソード・マニアック) ، هي لعبة فيديو إلكترونية من نوع أكشن ومنصات، أنتجت سنة 1994م، وتعمل حصراً لنظام تشغيل سوبر نينتندو إنترتينمنت سيستم.